# Johan Huizinga

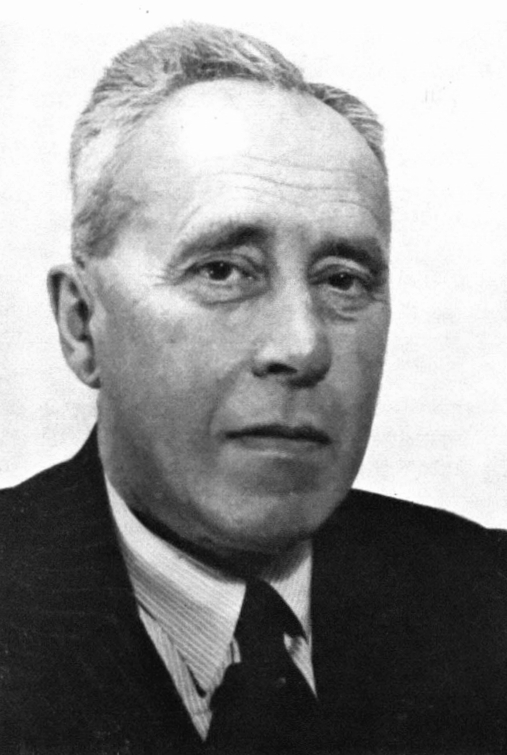
Johan Huizinga.

Johan Huizinga, född 7 december 1872 i Groningen, död 1 februari 1945 i De Steeg nära Arnhem, var en nederländsk filolog och kulturhistoriker, professor i allmän historia vid Universitetet i Leiden 1915–1942.
Huizinga har skrivit arbeten i indisk filologi men är mest känd som författare till kulturhistoriska skildringar, främst Herfsttij der middeleeuwen (Ur medeltidens höst, 1919), en studie av liv, tankar och konst i Frankrike och Nederländerna på 1300- och 1400-talen. Han har även skrivit Wege der Kulturgeschichte (1930) och Erasmus (1925), en biografi över Erasmus av Rotterdam, samt Homo ludens (1938), en studie över lekens roll i kulturen. Han har även behandlat frågan om nationalmedvetandets uppkomst. 
Huzinga invaldes 1937 som utländsk ledamot av Kungliga Vetenskapsakademien.

## Böcker på svenska
- Ur medeltidens höst: studier över 1300- och 1400-talens levnadsstil och tankeformer i Frankrike och Nederländerna (Herfsttij der middeleeuwen) (översättning Hans Reutercrona, Fritze, 1927). Senaste utg. Lind & Co, 2007
- I morgondagens skugga: en diagnos av vår tids kulturella onda (In de schaduwen van morgen) (översättning Signe Psilander, Fritze, 1936)
- Den lekande människan (Homo ludens) (översättning Gunnar Brandell, Natur och kultur, 1945). Senaste utg. Natur och kultur, 2004
- Erasmus (Erasmus) (översättning Ingrid Rääf, Natur och kultur, 1953)